# Medienmündigkeit
Medienmündigkeit ist das Ziel einer Medienpädagogik, die vom Menschen her denkt, der sich zur Autonomie hin entwickelt. Medienmündig ist demnach, wer die Medien möglichst beherrscht und sich wenig von ihnen beherrschen lässt. Selbstbestimmte Entscheidungen setzen eine reife Urteilskraft voraus. Bevor Kinder diese erreichen, sollen sie vor einer übermäßigen, sie in den Bann ziehenden Medienexposition geschützt werden. Sie sollen so zunächst grundlegende andere Lebenskompetenzen ausbilden können, bevor sie diese auf ihren Umgang mit den Medien anwenden. Die an dem Konzept der Medienmündigkeit ausgerichtete Medienpädagogik fragt also vor allem, ab welchem Alter die kindliche Entwicklung durch welche Medien besser gefördert werden kann, als durch alternative Beschäftigungen und richtet ihre Aussagen an der Medienwirkungsforschung aus.

## Begriffsgeschichte
Mündigkeit kommt von „die Munt“ (althochdeutsch für „Schutz“, „Schirm“, „Bewahrung“); Vormund ist, wer seinen Schutzbefohlenen vor Schaden und Übervorteilung bewahrt. Mündig ist, wer für sich selbst eintreten und sich selbstbestimmt (autonom) für seine eigenen langfristigen Ziele einsetzen kann. Solange ein Kind oder ein Jugendlicher zu jung ist, um mögliche Nachteile und Gefährdungen für seine Entwicklung zu erkennen, wird er unter den Schutz eines Erwachsenen gestellt, der sich für ihn einsetzt und ihn vertritt. Die Entwicklung zur Selbstbestimmtheit wird dabei als Ergebnis eines Reifungsprozesses angesehen. Das Konzept der Medienmündigkeit wendet dieses Konzept auf das Verhältnis des sich entwickelnden Menschen auf (Neue) Medien an. Es wurde erstmals in den 1990er Jahren am Institut für Medien- und Kommunikationswissenschaften der Universität Klagenfurt als Titel für ein Forschungsprojekt verwendet. Im deutschsprachigen Bereich wird der Begriff der Medienmündigkeit vor allem durch die Medienpädagogin Paula Bleckmann vertreten. Sie verwendet ihn auch in Abgrenzung zu dem geläufigeren Begriff der Medienkompetenz, der ihrer Ansicht nach zu oft missbraucht wurde und daher nur noch bedingt für eine Zielbeschreibung in der Medienpädagogik tauge.

## Praktische Auswirkungen

### Pädagogik
Insbesondere im waldorfpädagogischen Kontext wird das Konzept der Medienmündigkeit aufgegriffen. Damit das Kind einmal medienmündig werde, komme es darauf an, dass es zunächst im Leben Kompetenzen wie Willenskraft, Konzentrationsfähigkeit usw. erlange, die es dann gegenüber und mit den Medien einsetzen könne. Diese Fähigkeiten erlange es besser zunächst ohne Medien in einer indirekten Medienpädagogik. Diese spiele am Beginn der Kindheit eine hervorragende Rolle, zu der die altersentsprechende direkte Medienpädagogik schrittweise hinzukomme.

### Primärprophylaxe der Mediensucht
Das Gegenteil von Medienmündigkeit ist Mediensucht, der vorgebeugt werden soll. Insbesondere die Computerspielsucht wurde 2013 mit der DSM-5 erstmals offiziell in ein medizinisches Diagnosesystem aufgenommen. Es existiert für Deutschland seit 2015 ein erster standardisierter und evaluierter verdachtsdiagnostischer Fragebogen, der die Kriterien des DSM-5 benutzt und die Jahresprävalenz der Computerspielabhängigkeit für Deutschlands Jugendliche und junge Erwachsene auf 1–2 % schätzt. Die genauere Definition anderer Ausprägungen der Mediensucht und Internetsucht beschäftigt noch die Forschung. Auch die Kinder- und Jugendärzte begreifen zunehmend die Medienberatung der Eltern und Jugendlichen als primärpräventive Aufgabe, und forschen dazu.

### Journalistische Informationsprüfung
Bernhard Pörksen fordert für journalistische Meldungen bei unsicherer Datenlage, dass Journalisten ihrem Publikum erläutern sollen, auf welche Weise sie recherchiert und wie sie ihre Quellen eingeschätzt haben. Sie sollen so das Publikum auf seinem Weg zu einer Medienmündigkeit besser unterstützen, damit es so Qualität und Wahrheitsgehalt der Informationen besser einschätzen kann, bevor es sie zum Beispiel auf Twitter unreflektiert weiterverbreitet.